# Callitrichia
Callitrichia és un gènere d'aranyes araneomorfes de la subfamília Erigoninae, dins de la família Linyphiidae.
Fou descrit per primera vegada per L. Fage l'any 1936.
Es pot trobar a Àfrica, excepte Callitrichia celans i Callitrichia paralegrandi que es troben a Àsia.

## Llista d'espècies
A Juny 2022 hi havia un total de 56 espècies:
- Callitrichia aberdarensis (Holm, 1962) – Kènia
- Callitrichia afromontana Scharff, 1990 – Tanzània
- Callitrichia aliena Holm, 1962 – Algèria, Camerun, Kènia
- Callitrichia cacuminata Holm, 1962 – Kènia, Uganda
- Callitrichia casta (Jocqué & Scharff, 1986) – Tanzània
- Callitrichia celans (Gao, Xing & Zhu, 1996) – la Xina
- Callitrichia concolor (Caporiacco, 1949) – Kènia
- Callitrichia convector (Tanasevitch, 2014) – Tailàndia
- Callitrichia crinigera Scharff, 1990 – Tanzània
- Callitrichia cypericola (Jocqué, 1981) – Malawi
- Callitrichia galeata (Jocqué & Scharff, 1986) – Tanzània
- Callitrichia glabriceps Holm, 1962 – Kenya, Uganda
- Callitrichia gloriosa (Jocqué, 1984) – Sud-àfrica
- Callitrichia hamifera Fage, 1936 (Espècie tipus) – Kènia, Uganda
- Callitrichia hirsuta Lin, Lopardo & Uhl, 2022 – Tanzània
- Callitrichia holmi (Wunderlich, 1978) – Tanzània
- Callitrichia inacuminata Bosmans, 1977 – Kenya
- Callitrichia incerta Miller, 1970 – Angola
- Callitrichia infecta (Jocqué & Scharff, 1986) – Tanzània
- Callitrichia insulana (Scharff, 1990) – Tanzània
- Callitrichia juguma (Scharff, 1990) – Tanzània
- Callitrichia kenyae Fage, 1936 – Kènia
- Callitrichia latitibialis (Bosmans, 1988) – Camerun
- Callitrichia legrandi (Jocqué, 1985) – Comores
- Callitrichia longiducta (Bosmans, 1988) – Guinea, Camerun
- Callitrichia macrophthalma (Locket & Russell-Smith, 1980) – Nigèria, Costa d'Ivori
- Callitrichia marakweti Fage, 1936 – Kenya
- Callitrichia meruensis Holm, 1962 – Tanzània
- Callitrichia minuta (Jocqué, 1984) – Sud-àfrica
- Callitrichia mira (Jocqué & Scharff, 1986) – Tanzània
- Callitrichia monoceros (Miller, 1970) – Angola
- Callitrichia monticola (Tullgren, 1910) – Tanzània
- Callitrichia muscicola (Bosmans, 1988) – Camerun
- Callitrichia obtusifrons Miller, 1970 – Angola
- Callitrichia paludicola Holm, 1962 – Tanzània
- Callitrichia paralegrandi (Tanasevitch, 2016) – Índia (Himàlaia)
- Callitrichia perspicua (Scharff, 1990) – Tanzània
- Callitrichia picta (Caporiacco, 1949) – DR Congo, Kenya
- Callitrichia pileata (Jocqué & Scharff, 1986) – Tanzània
- Callitrichia pilosa (Wunderlich, 1978) – Etiòpia
- Callitrichia revelatrix (Jocqué & Scharff, 1986) – Tanzània
- Callitrichia rostrata (Jocqué & Scharff, 1986) – Tanzània
- Callitrichia ruwenzoriensis Holm, 1962 – Uganda
- Callitrichia sellafrontis Scharff, 1990 – Tanzània
- Callitrichia silvatica Holm, 1962 – Kenya, Uganda, Malawi
- Callitrichia summicola (Jocqué & Scharff, 1986) – Tanzània
- Callitrichia superciliosa (Jocqué, 1981) – Malawi
- Callitrichia taeniata Holm, 1968 – Tanzània
- Callitrichia telekii (Holm, 1962) – Kenya
- Callitrichia trituberculata (Bosmans, 1988) – Camerun
- Callitrichia truncatula (Scharff, 1990) – Tanzània
- Callitrichia turrita Holm, 1962 – Tanzània
- Callitrichia uncata (Jocqué & Scharff, 1986) – Tanzània
- Callitrichia usitata (Jocqué & Scharff, 1986) – Tanzània
- Callitrichia virgo (Jocqué & Scharff, 1986) – Tanzània